# سميح المدهون
سميح المدهون هو سياسي فلسطيني وكان قائدا بارزا في كتائب شهداء الأقصى وهي جماعة مسلحة وتمثل الذراع العسكري لحركة فتح تابعة لحركة فتح. قتل في 14 يونيو 2007 في مخيم النصيرات للاجئين في وسط قطاع غزة من قبل كتائب الشهيد عز الدين القسام الجناح العسكري لحركة حماس.